# Chamaeleo arabicus
Chamaeleo arabicus este o specie de cameleon din genul Chamaeleo, familia Chamaeleonidae, ordinul Squamata, descrisă de Matschie 1893. A fost clasificată de IUCN ca specie cu risc scăzut. Conform Catalogue of Life specia Chamaeleo arabicus nu are subspecii cunoscute.